# Samuel Valley
Samuel Valley, född 28 april 1747 i Gävle, död där 4 april 1805, var en svensk köpman och riksdagsman.
Samuel Valley var son till grosshandlaren Samuel Valley och Margaret Beata Wye. Han blev student vid Uppsala universitet 1759 och arbetade därefter i faderns firma Pabst & Valley i Gävle. Denna upplöstes genom Pabsts utträde 1772 och i stället inträdde Valley i firman, vars namn ändrades till Sam Valley & Son. Samuel Valley övertog snart ledningen och vidgade rörelsen bland annat genom att utveckla rederiverksamheten. 1783 ägde firman inte mindre än åtta fartyg. Valley slog sig även på bruksrörelse då han köpte Hedvigsfors bruk i Bjuråkers socken, och var 1784–1792 delägare i Stenebergs sockerbruk. Valley intresserade sig även för kronobränneriet i Strömsbro, som Gävle stad på hans inrådan arrenderade 1787. Själv insattes han i brukets styrelse och var från 1794 bränneriets ombudsman eller direktör. Valley var under dessa år en av Gävles mest betydelsefulla affärsmän och företagare. Han erhöll också en rad förtroendeuppdrag av staden, blev rådman 1784 samt stadsmajor och högste chef för stadens trupper 1792. Han valdes till riksdagsman 1789 och 1792, då han spelade en betydande roll inom borgarståndet och åtnjöt Gustav III:s ynnest och förtroende. Han var starkt rojalistisk till sin åskådning. På grund av fartygskatastrofer och felslagna spekulationer måste Valley 1795 gå i konkurs. Han fick dock behålla sina stadstjänster och åtnjöt fortfarande stort förtroende. Glansperioden var dock slut. Han försörjde sig som direktör för bränneriet i Strömsbro och handel med ved.